# Achalasie
 Mise en garde médicale
L'achalasie, qui signifie « difficulté à se relâcher » , également appelée cardio-spasme ou mégaœsophage, est une maladie rare de cause inconnue consistant en un trouble moteur primitif de l'œsophage. Elle est définie par l’absence du péristaltisme œsophagien et par une absence de relaxation ou relaxation incomplète du sphincter inférieur de l'œsophage (SIO).

## Historique
L'atteinte a été décrite pour la première fois par Thomas Willis en 1674.

## Épidémiologie
Le taux d'incidence est de 0,5 à 1 cas pour 100 000 habitants par an, à peu près comparable selon les pays. La prévalence est de 1 pour 10 000. Au Royaume-Uni, environ 6 500 personnes en sont atteintes. L'âge de survenue s'étend de 25 à 60 ans, l'incidence augmentant avec l'âge. Cette affection touche aussi bien les hommes que les femmes.
Il existe des prédispositions génétiques, en particulier chez les porteurs de l'HLA-DQ1, de certains allèles du VIPR1 (récepteur 1 du peptide vasoactif intestinal), du promoteur de l'interleukine 10. Il peut aussi se retrouver dans le cadre d'un syndrome MIRAGE (chromosome 7, gène SAMD9) ou d'un syndrome Allgrove (triple A)

## Mécanismes
Le sphincter du bas œsophage est innervé et commandé par des neurones. Ces derniers sont en nombre réduit ou absents lors de l'achalasie. Le mécanisme de cette disparition pourrait être auto immunitaire. Le sphincter inférieur de l'œsophage (SIO) restera inerte et empêchera l'évacuation du liquide oesophagien.

## Symptômes
La dysphagie est une sensation de gêne ressentie au moment d'avaler. Elle se manifeste chez 99 % des patients.
La régurgitation des aliments non digérés est présente chez 60 à 91 % des malades.
On note un amaigrissement de 5 à 10 kg chez 64 % des patients en moyenne.
Des douleurs thoraciques peuvent survenir après les repas chez 27 à 42 % des malades. Il peut s'agir de brûlures rétrosternales ou pyrosis.
Une toux peut être présente pour un tiers des malades, en particulier la nuit ou en position couchée.
Ces signes ne sont pas spécifiques, expliquant un diagnostic parfois très retardé pouvant atteindre plusieurs années.
Le score d'Eckardt est utilisé pour évaluer la gravité des symptômes en fonction d'un grade.

## Évolution
Outre le risque d'une évolution vers une forme grave, avec dilatation majeure du bas œsophage, un cancer peut compliquer la maladie. Son dépistage clinique est difficile, le maître symptôme, la dysphagie, étant identique dans les deux cas.
L'utilité d'une fibroscopie de surveillance systématique pour dépistage reste discutée. Cela s'explique en partie par la difficulté du diagnostic dans un œsophage dilaté avec présence fréquente de résidus alimentaires. L'examen peut toutefois être facilité par une coloration de la paroi au lugol permettant de mieux visualiser les zones suspectes (dysplasie).

## Diagnostic
La fibroscopie permet de différencier l'achalasie d'une autre maladie (pseudo-achalasie, amylose, sarcoïdose, maladie de Chagas, sclérodermie, cancer de l'œsophage...). Lors d'une achalasie débutante, cet examen est normal. Dans les formes plus évoluées, il peut exister une dilatation du bas œsophage et une résistance accrue au passage de la sonde dans l'estomac.
Le transit œsogastroduodénal est un examen radiologique qui permet l'étude de l'œsophage, de l'estomac et du duodénum après absorption orale d'un produit de contraste. En cas d'achalasie, il met en évidence une dilatation de l'œsophage et permet d'estimer la vitesse de vidange du contenu œsophagien.
La manométrie œsophagienne est le principal outil diagnostic en mettant en évidence l'absence de péristaltisme du corps de l'œsophage, l'élévation de la pression du sphincter inférieur de l’œsophage et l'absence de relaxation complète de ce dernier à la déglutition. Cet examen peut être fait avec une sonde comportant plusieurs capteurs de pression étagés permettant de préciser le mécanisme de l'anomalie.

## Traitement
Plusieurs traitements existent. Leur but est de diminuer la pression du sphincter inférieur de l’œsophage pour livrer le passage au bol alimentaire.

### Traitements médicamenteux
Ce sont les médicaments myorelaxants : dérivés nitrés et inhibiteurs calciques. Les effets secondaires sont l'hypotension, les céphalées ou un œdème des membres inférieurs.
L'indication des nitrés reste empirique : il existe une baisse de la pression du bas œsophage mais l'efficacité clinique n'est pas démontrée rigoureusement.
La nifédipine, un antagoniste calcique, baisse également la pression du bas œsophage et améliore les symptômes.
Ces traitements sont indiqués lorsque l'achalasie est récente ou qu'il existe un refus ou une contre-indication aux traitements plus invasifs.

### Traitement endoscopique
La dilatation pneumatique est le traitement le plus souvent proposé en France et le plus efficace (80 % d'amélioration des symptômes). Elle consiste en l'introduction d'un ballon au niveau de la jonction œsogastrique et de le gonfler sous une pression déterminée jusqu'à entraîner une déchirure du sphincter du bas œsophage. La procédure peut être éventuellement répétée en employant dans un second temps, un ballon de diamètre plus grand. Ce traitement est proposé lorsque le score d'Eckardt est supérieur à 3. Les complications possibles sont : perforations (3 %), fissuration de l'œsophage (2,5 %), reflux gastro-œsophagien (25–30 %). Près d'un tiers des patients rechute entre 4 et 6 ans après la procédure qui peut être alors répétée.
L'injection de toxine botulique semble être, à moyen terme, moins efficace que la dilatation pneumatique.
Une myotomie par voie endoscopique peut également être réalisée. Elle consiste à aller sectionner le sphincter du bas œsophage par cette voie. Cette technique semble être très efficace sur les symptômes (réponse supérieure à 90%) mais avec un risque de reflux gastro-œsophagien pouvant atteindre un patient sur deux.
Dans les formes très évoluées, avec dilatation majeure du bas œsophage, une œsophagectomie peut être proposée.

### Traitement chirurgical
La myotomie d'Heller, initié par Ernst Heller en 1913, consiste à réaliser une incision longitudinale extra-muqueuse de la couche musculaire du cardia sur une dizaine de centimètres. Elle peut être associée à une fundo plicature pour diminuer le taux de reflux gastro-œsophagien. Elle est efficace sur les symptômes dans 90 % des cas.
Le traitement chirurgical est proposé au sujet jeune ou en cas d'échec à la dilatation pneumatique.
Les contre-indications au traitement sont les antécédents de chirurgie œsophagienne.
Les complications possibles sont : perforations, dysphagie persistante (5–10 %).